# Герб Тулукова
Герб Тулукова — офіційний символ села Тулуків, Коломийського району Івано-Франківської області, затверджений 27 січня 2023 р. рішенням сесії Заболотівської селищної ради.
Автори — А. Гречило та В. Косован.

## Опис герба
У зеленому полі золотий млин-вітряк, у золотій главі чорний лук і стріла.

## Значення символів
Млин-вітряк нагадує, що тут діяв один із перших у регіоні млинів. Лук зі стрілою вказують на одну з версій про походження назви села (герб є промовистим).